# Obie Bermúdez
Obie Bermúdez est un chanteur portoricain de salsa et de ballades pop latino né le 10 janvier 1981 à Aibonito (Porto Rico).

## Biographie
Son grand-père était musicien et son père avait formé un groupe de rock. À 12 ans lui et sa famille ont émigré à New York, ville où était né son père.
Il a fait des petits boulots comme travailler dans une laverie (ce qu'il évoque dans certaines de ses premières chansons).
En 1998 il enregistre un premier album de salsa. Par la suite, ses chansons seront plutôt des ballades romantiques, bien que certaines aient été également disponibles également sous forme arrangée en salsa.
En 2003 sort son second album Confesiones incluant notamment Antes et Me canse de ti. Trois singles ont atteint le Top 10 des charts "latinos" du Billboard, puis en 2004 Todo el año (récompensé d'un Latin Grammy du meilleur album pop masculin en 2005) incluant Todo el año, Ya te olvidé et Celos, et en 2006 Lo que trajo el barco, incluant notamment Sigo con ella et Si fuera fácil.
Côté vie privée, il a épousé en secondes noces la chanteuse d'origine mexicaine Jennifer Peña le 3 juin 2007 à Corpus Christi (Texas).
Il a joué dans la comédie musicale El canto del coquí

## Discographie
- Locales - 1998
  - 1. Qué dirá
  - 2. Te me vas
  - 3. Soñaron
  - 4. Déjame explicarte
  - 5. Qué pasó en tu corazón
  - 6. En tu sombra
  - 7. Hubo momentos
  - 8. Boleto para dos
  - 9. Enjuga tu llanto (Slow Jam)
  - 10. Princesa imposible
- Confesiones - 2003
  - 1 4:30 AM
  - 2 Confesiones
  - 3 Antes
  - 4 Paco
  - 5 4 de julio
  - 6 Me cansé de ti
  - 7 Otro día
  - 8 Así me siento hoy
  - 9 A toda hora
  - 10 El fin
  - 11 Antes
  - 12 Antes
- Todo el año - 2004
  - 1. Celos
  - 2. Cómo decirle
  - 3. Todo el año
  - 4. Maldita boca
  - 5. No sé nada de ti
  - 6. Chapulín
  - 7. Cómo pudiste
  - 8. Sabes bien
  - 9. El recuerdo
  - 10. Ya te olvidé
  - 11. Dos locos
- Lo que trajo el barco - 2006
  - 1. El millonario (Intro)
  - 2. La soledad
  - 3. Decisiones que matan
  - 4. Mejor así
  - 5. Dame una señal
  - 6. Soga en mano
  - 7. Si fuera fácil
  - 8. Ella tiene algo (El secreto De Victoria)
  - 9. Quieren salsa (Interlude)
  - 10. Spanglish
  - 11. I Am (Interlude)
  - 12. La más bella
  - 13. Amanecer
  - 14. Hablando del barco (Interlude)
  - 15. Sigo con ella
  - 16. Cuando se ama a una mujer